# ملبيغة غائرة القمة

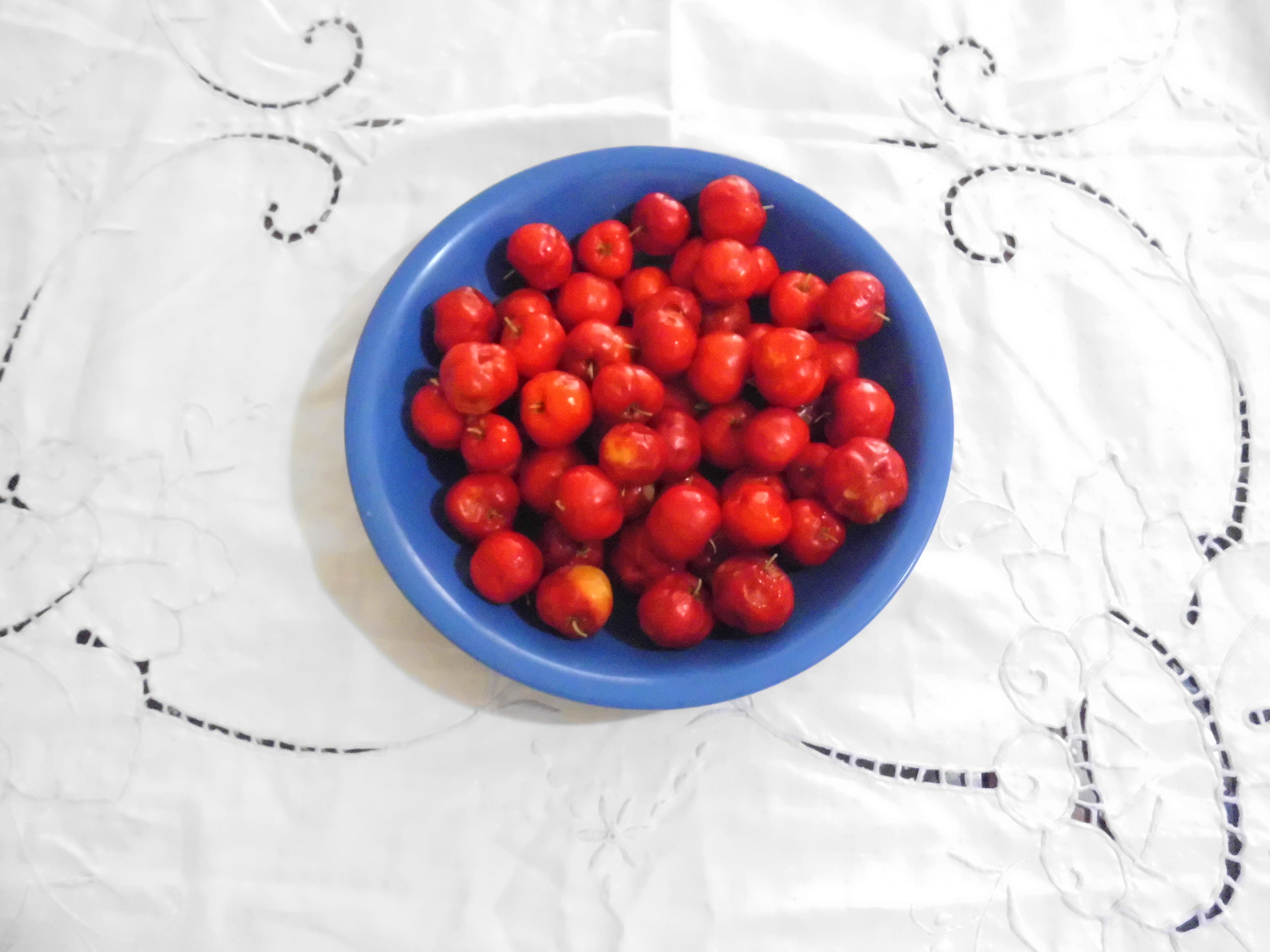
فاكهة الكرز الهندي

ملبيغيا غائرة القمة (الاسم العلمي: Malpighia emarginata) أو الكرز الهندي أو الأسيرولا (بالإنجليزية: Acerola)‏ هي نوع من النباتات يتبع جنس الملبيغيا من الفصيلة الملبيغية. التسمية تعود إلى كون قمة ورقة هذا النبات منخفضة أو غائرة أو مقلوبة، أي مسننة للداخل وليس الخارج حيث تخفض القمة قليلاً عن مستوى الحافة في أعلى الورقة. تم وصف هذا النوع من النبات علمياً لأول مرة من قبل أوغستان بيرام دو كندول سنة 1824. وهي شجرة مورقة، تنمو إلى ارتفاع 3 إلى 4,5م، وتُوجد في جزر الهند الغربية وأجزاء من المكسيك وأمريكا الوسطى وشمال أمريكا الجنوبية. ولهذه الشجرة جذور عميقة، وتنمو جيداً حتى في التربة الفقيرة إذا ما توفرت أمطار كافية. تسمّى الأسيرولا أيضًا كرزة بورتوريكو أو كرزة الهند الغربية أو كرزة باربادوس.
وثمرتها في حجم ثمرة الكرز، وحين تنضج فإنها تكتسي لوناً قاني الحمرة ولبًا طرياً؛ ولمعظمها نكهة البرتقال اللاذعة، الشبيهة بنكهة التفاح البرِّي.
تعدُّ فواكه الأسيرولا غنية بفيتامين ج، (حمض الأسكوربيك). ويختلف محتوى فيتامين ج في الأنواع المختلفة كما يختلف باختلاف الظروف البيئية. وتحتوي الفواكه الخضراء على نسبة أكبر من فيتامين ج الموجود في الفاكهة الناضجة. ويحتوي الجزء الصالح للأكل من الأسيرولا على نحو 1 إلى 4% من حمض الأسكوربيك. وفي أنواعٍ أخرى من الفاكهة تعد نسبة 0,06% ذاتها من حمض الأسكوربيك عالية. وتعد الأسيرولا أغنى مصدر طبيعي بفيتامين ج.
وتحتوي وجبة الجلي والعصائر المصنوعة من نبات الأسيرولا على أعلى محتويات فيتامين ج المستخلص من الفواكه. وكان الهنود الأمريكيون قد عرفوا فاكهة نبات الأسيرولا قبل وقت طويلٍ من نزوح الأوروبيين إلى نصف الكرة الغربي. أخذ بعض أصحاب مصانع تعليب الفاكهة خلال الأربعينيات من هذا القرن في استعمال الأسيرولا في عصير الفواكه المشكًّل؛ وتعد هذه الفاكهة اليوم محصولاً هاماً في بورتوريكو.